# Arfakastrapia

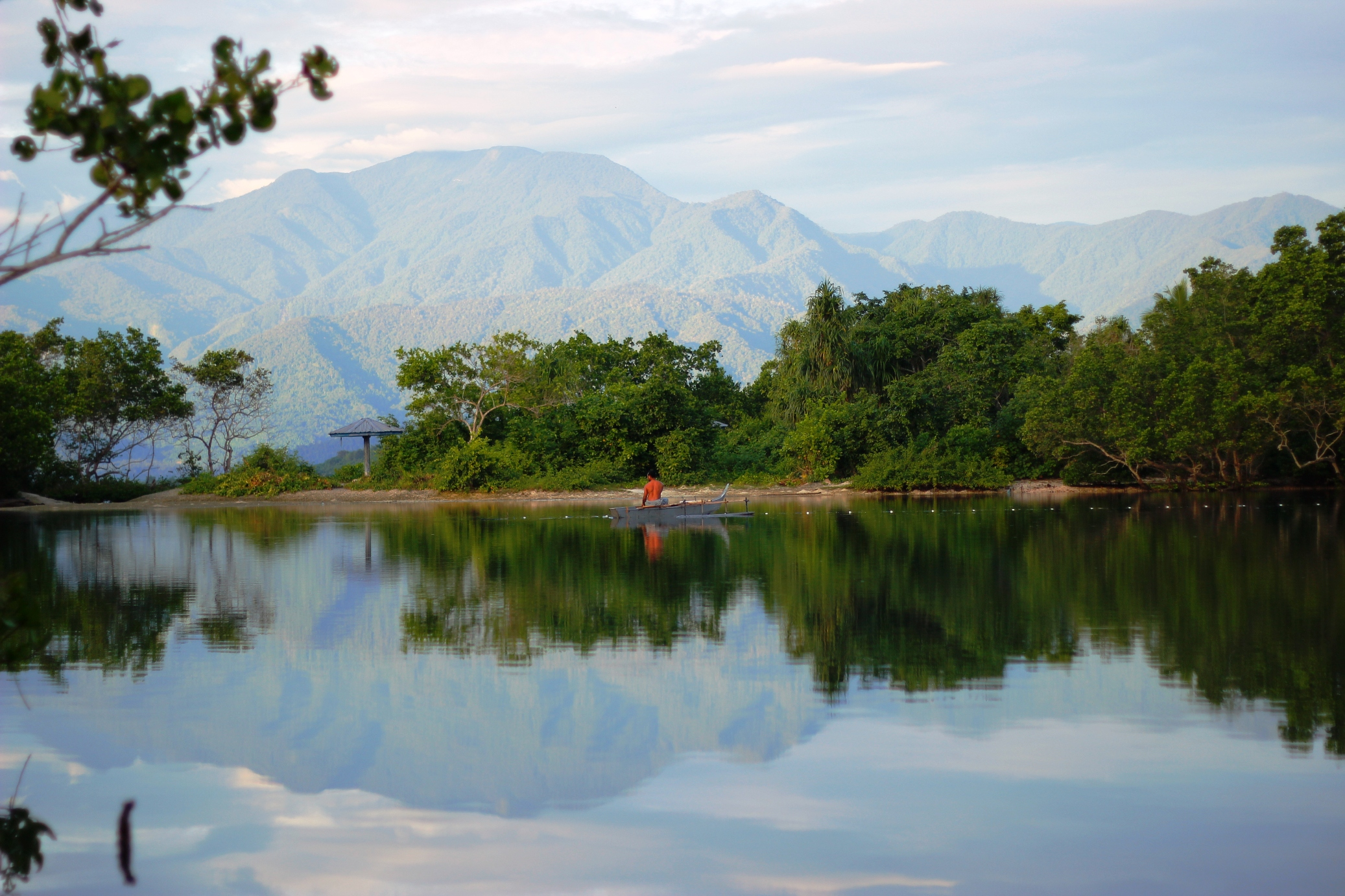
Fågeln har fått sitt namn efter Arfakbergen på Vogelkophalvön.

Arfakastrapia (Astrapia nigra) är en fågel i familjen paradisfåglar inom ordningen tättingar.

## Utbredning
Den förekommer på västra Nya Guinea (Arfakbergen). En observation finns från Tamraubergen.

## Status
IUCN kategoriserar arten som livskraftig.